# Manuel Leiras Pulpeiro

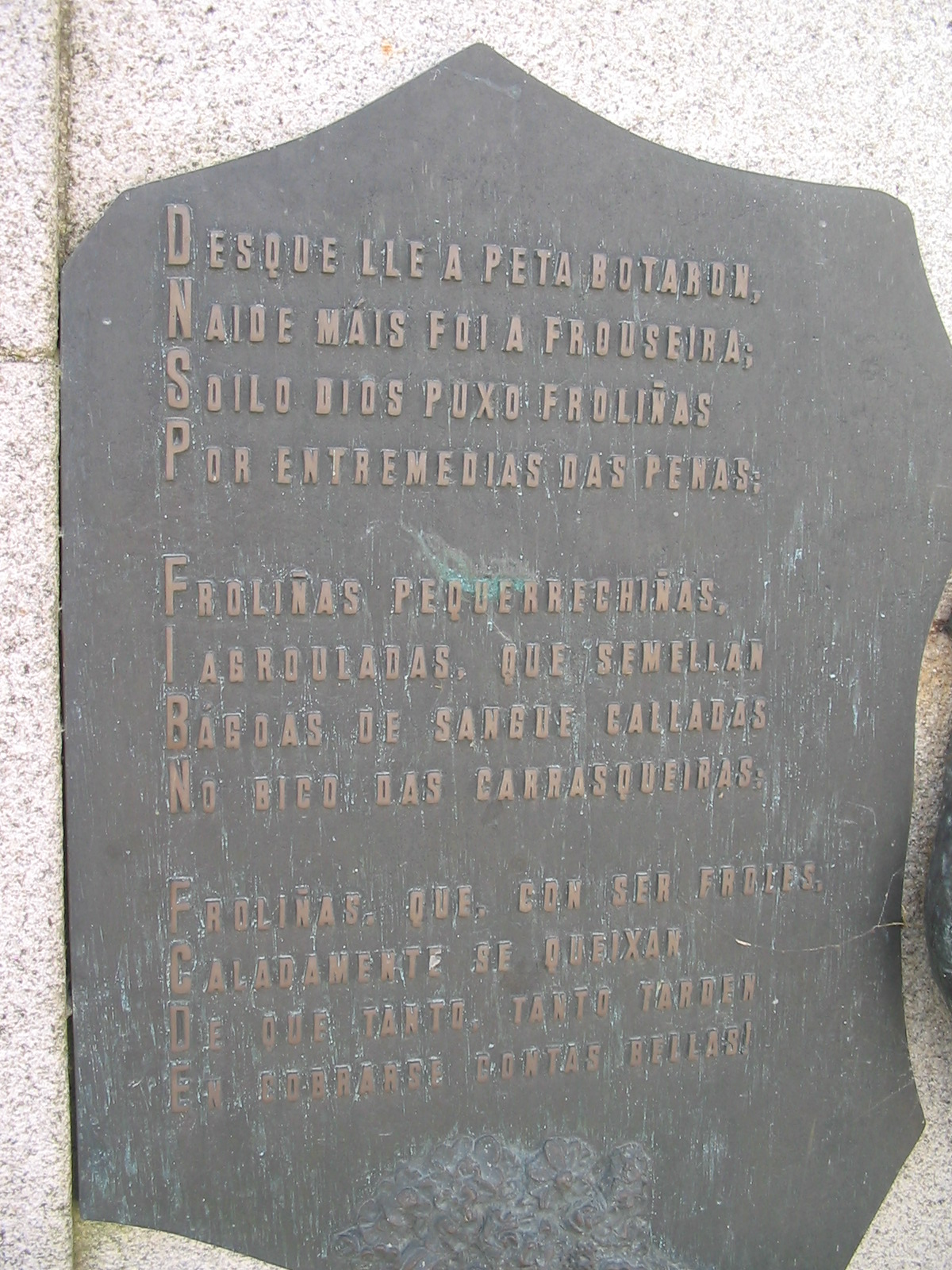
Poema de Leiras Pulpeiro.

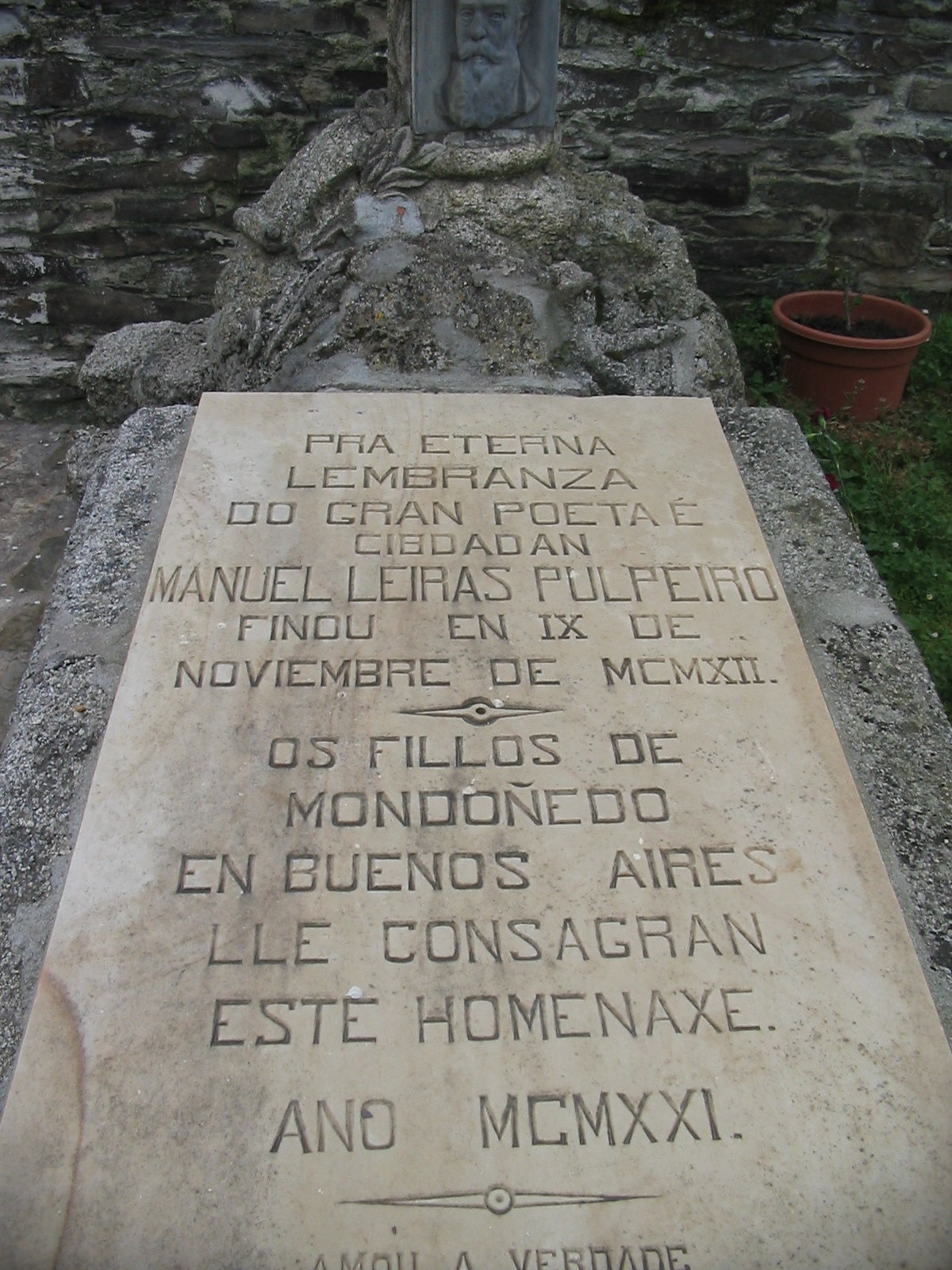
Tumba de Leiras Pulpeiro, no cemitério velho de Mondoñedo.

Manuel Leiras Pulpeiro (Mondoñedo, 25 de Outubro de 1854 — Mondoñedo, 9 de Novembro de 1912) foi um escritor galego do Rexurdimento.

## Biografia
Estudou latim e Humanidades no seminário mindoniense, e Medicina em Madrid. Exerceu a Medicina em Mondoñedo.
Foi republicano, e chegou a ser Presidente do Comité Republicano Federal de Mondoñedo Liberal. Anticlerical, seu talante criou-lhe numerosas dificuldades em Mondoñedo, sede bispa.
Recusou a nomeação de membro da Real Academia Galega por cuidar não merecê-lo, mas doou a esta Instituição importante material etnográfico e lexical (ditos populares, cantares, adivinhas...) por ele recolhido. Escreveu um só livro, Cantares Gallegos (1911), com cantigas de tipo popular e de temática costumista, patriótica e sátira anticlerical, onde eleva a categoria de mito a figura de Pardo de Cela.
Cantou a Mondoñedo e às suas terras, à Galiza e aos seus problemas. Os seus restos receberam sepultura no cemitério civil de Mondoñedo.
Poucos anos depois da sua morte juntaram-se em Obras Completas (1930) as composições que deixara inéditas, e em 1970 Xosé Luís Franco Grande publicou a Obra Completa de Leiras, recolhendo outros inéditos.
Foi-lhe dedicado em 1983 o Dia das Letras Galegas